# カルドラ
カルドラ（エストニア語: Kärdla、スウェーデン語: Kärrdal、独: Kertel、Kertell）は、エストニアのヒーウマー島にある、ヒーウ県最大の町。カルドゥラ、カルトラなどとも表記される。

## 地理
ヒーウマー島の東海岸、タレステ湾沿いに位置する。街の南東には4億5500万年前のクレーターがある。数本の河川が市街を流れ、自噴泉も見られる。

## 歴史
1564年の文献にスウェーデン人の村として初めてその名が登場する。1830年に繊維工場が置かれると街は急速に発展し、1849年には港が建設された。しかし、港と工場は第二次世界大戦でともに壊滅した。1920年に区となり、1938年には町になった。

## 人口
| 1922年 | 1934年 | 1959年 | 1970年 | 1979年 | 1989年 | 2000年 | 2009年 |
| ------ | ------ | ------ | ------ | ------ | ------ | ------ | ------ |
| 1,580  | 1,454  | 2,688  | 2,969  | 3,426  | 4,126  | 3,672  | 3,662  |

## 交通
エストニア本土のロフクラからヒーウマー島のヘルテルマーまでフェリーで28km、そこから車で25kmほどある。フェリーは一日に10便ほど運航している。夏の週末には、車を載せる場合予約が必要になる。タリン-カルドラ間のバスが一日2便出ている。
空の便ではカルドラ空港があり、タリンとの定期便が就航している。
カルドラの市街自体は小さく、歩いて回れるほどだが、レンタサイクルも利用でき、コルゲッサーレ方面へはよく管理された自転車専用道路が走っている。

## イベント
毎年6月の第一週末にはヒーウマー子どもフェスティバルが開かれる。また、8月の第一週には15のカフェテリアが当日だけオープンし、自宅の庭でコーヒーや自家製の菓子を振舞う。市内のコーヒー愛好家にとっては待ち遠しい日になっている。

## 出身有名人
- エリッキ＝スヴェン・トゥール - 作曲家

## ギャラリー

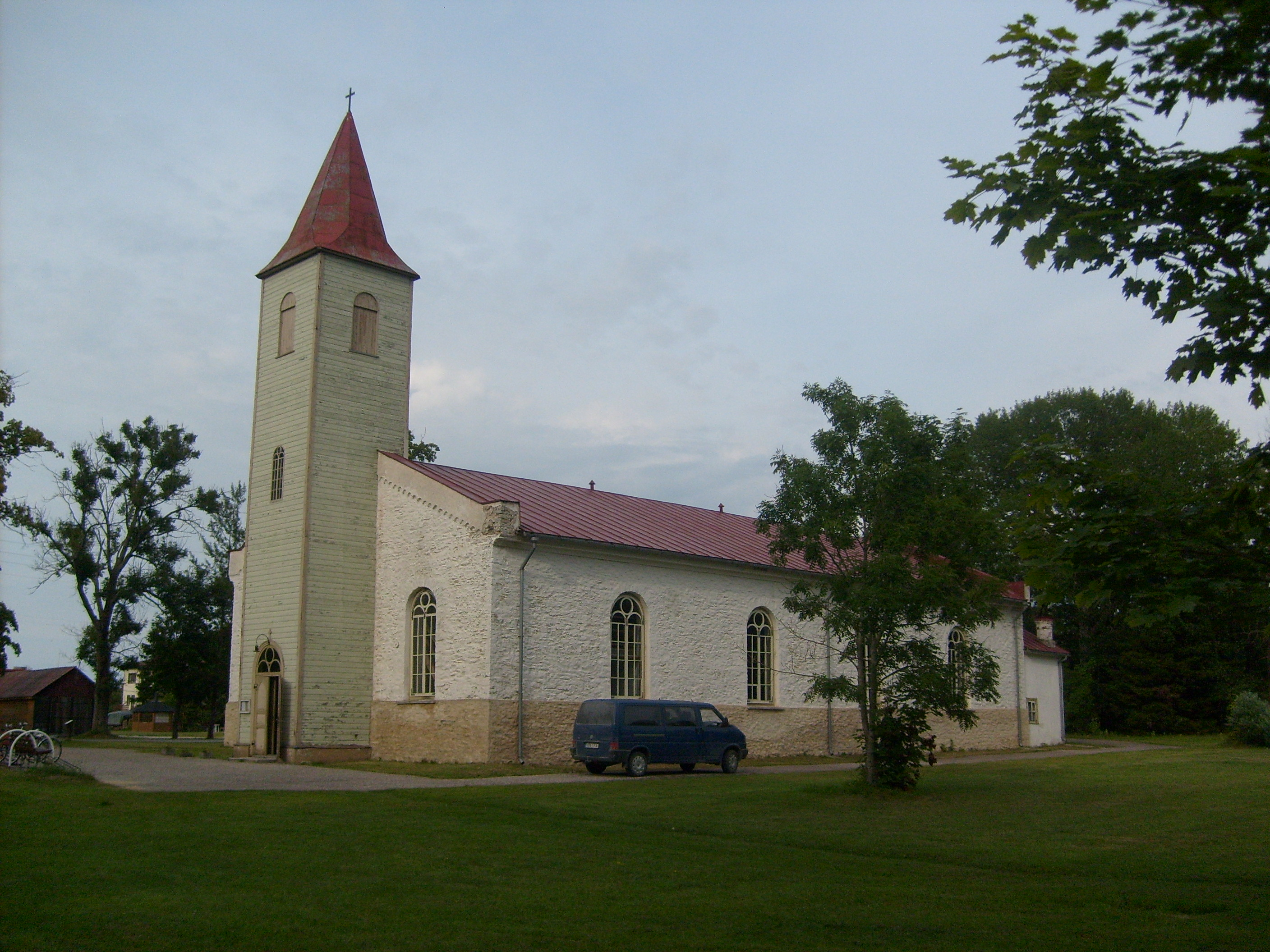
カルトラ教会
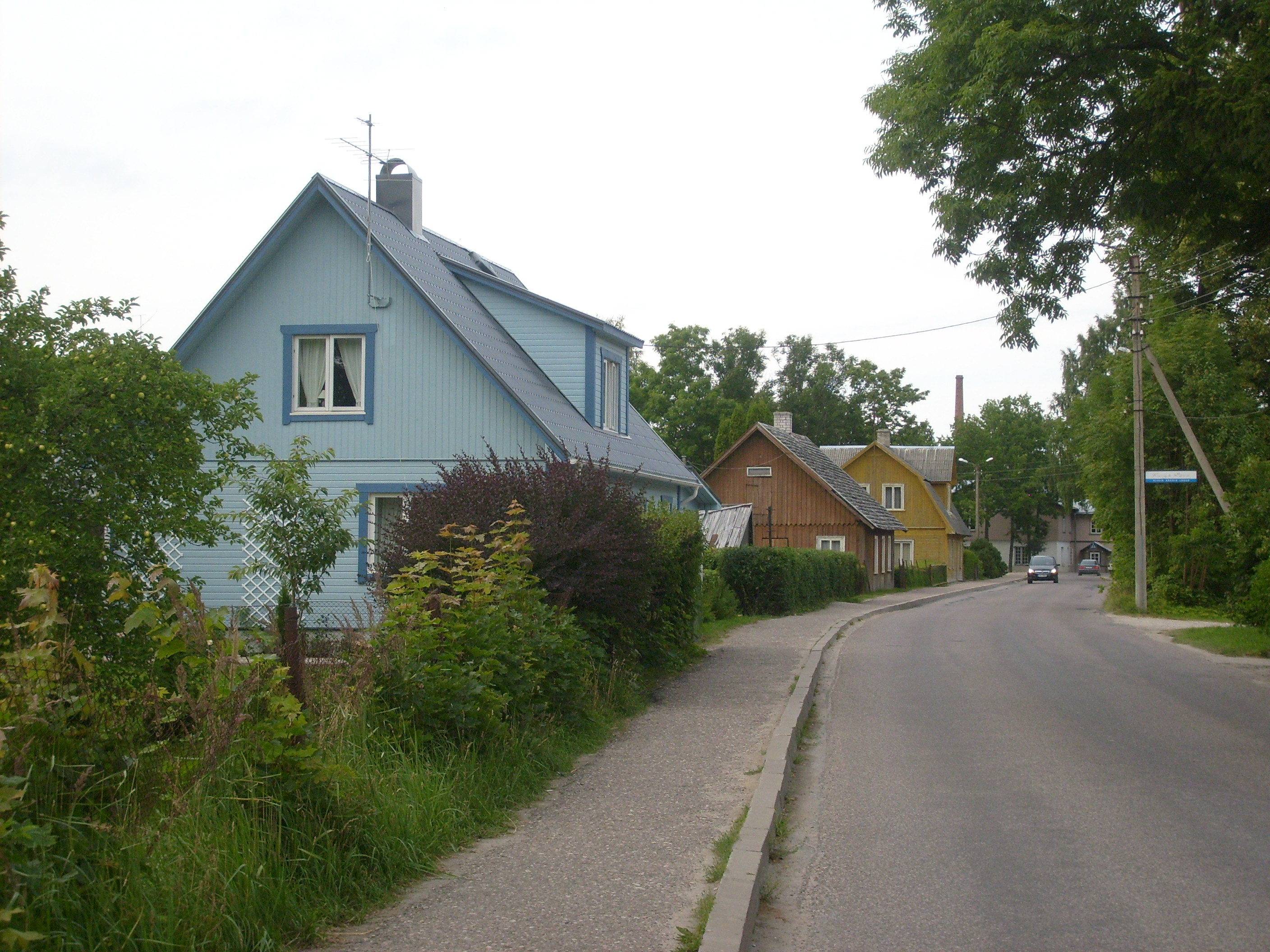
町内の通り
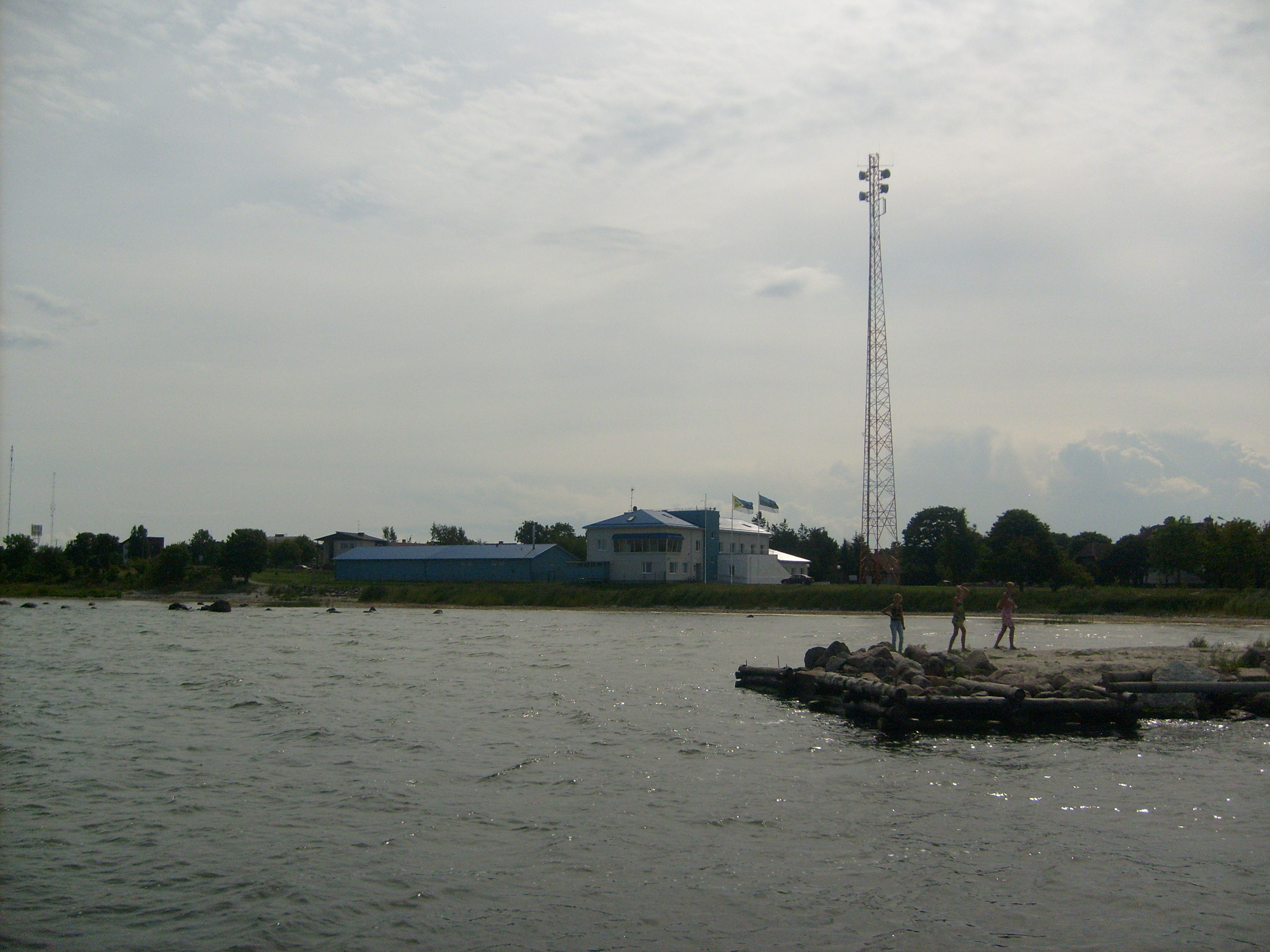
港